# Бучинторо

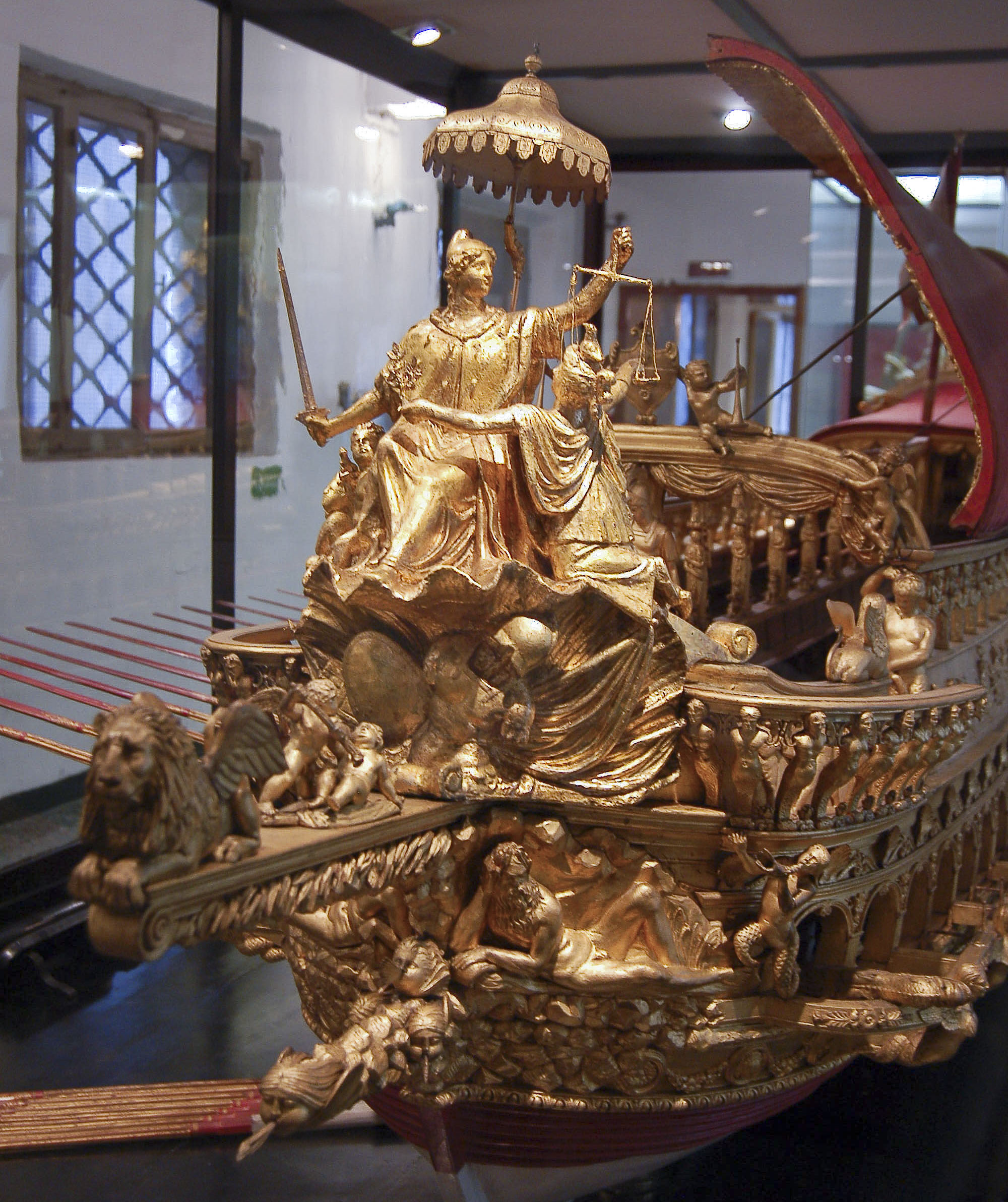
Музейна модель галери

«Бучинторо» (італ. Bucintoro) — венеційська церемоніальна галера. Друга поширена назва «Букентавр» або «Буцентавр». Приблизна довжина корабля становила 30 метрів, ширина — 6 метрів.
Галера була офіційною галерою дожів Венеції. Починаючи з XII століття і до 1789 року, в Свято Вознесіння, дож виходив на галері в море, щоб провести церемонію Заручини дожа з Адріатичним морем.

## Походження назви
Назва «Бучинторо» походить від вен. buzino d'oro, що означає «золота барка». У середньовіччі назву було модифіковано в Bucentaurus («Букентавр»), за аналогією з грецьким міфологічним персонажем напівлюдиною-напівбиком букентавром. Саме тому не слід шукати зв'язки між схожими, на перший погляд, назвами. Останній і найвишуканіший «Букентавр» був побудований в 1729 році і зруйнований французами в 1798 році. Знищення носило не стільки політичний характер, скільки диктувалося банальною наживою і грабунком. Залишки корабля можна побачити в Музеї Коррер та Арсеналі.

## Заручини з морем
Обряд заручин з морем (італ. Sposalizio del Mar) символізував морське панування Венеційської республіки. Церемонія була започаткована після 1000 року, на ознаменування завоювання Далмації дожем П'єтро II Орсеоло. Обряд був прив'язаний до Свята Вознесіння — дня, коли дож вирушив в експедицію.
Спочатку церемонія складалася зі звернення до моря. У молитві містилося прохання, щоб море було прихильним до венеційців, тобто було тихим і спокійним. При цьому дож і свита окроплялися святою водою, а решта води виливалася в море.
В XII столітті обряд зазнав змін. Церемонія набула квазісвященного характеру, тобто ритуал замість заспокійливого і спокутного став весільним. 1177 року папа римський Олександр III, за послуги надані Венецією в боротьбі проти імператора Фрідріха Барбаросси, вперше повінчав дожа і море. Папа стягнув каблучку з пальця дожа і запропонував кинути її в море.
Після цього кожен рік дож кидав освячений золотий перстень у море, і словами Desponsamus te, mare («Одружімося, море») оголошував, що Венеція і море є нерозривним цілим.
Згідно з легендою, один рибалка отримав цей перстень від Святого Марка в ту ніч, коли Сатана збирався наслати на місто бурю.
Церемонія починалася на площі Сан-Марко, потім дож на урочистій процесії човнів (з 1311 року на «Бучинторо») рухався до форту Сан-Андреа поблизу Лідо. Там перстень кидався в море. На зворотному шляху дож зупинявся на церковну службу в церкві Сан-Ніколо ді Лідо.

## Бучинторо в мистецтві
Бучинторо привертав особливу увагу двох венеційських художників: Франческо Гварді та Каналетто. Зображення корабля можна зустріти на багатьох картинах художників, що мають найчастіше схожий сюжет.

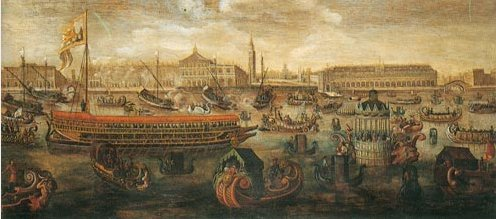
Бучинторо на полотні XVII століття
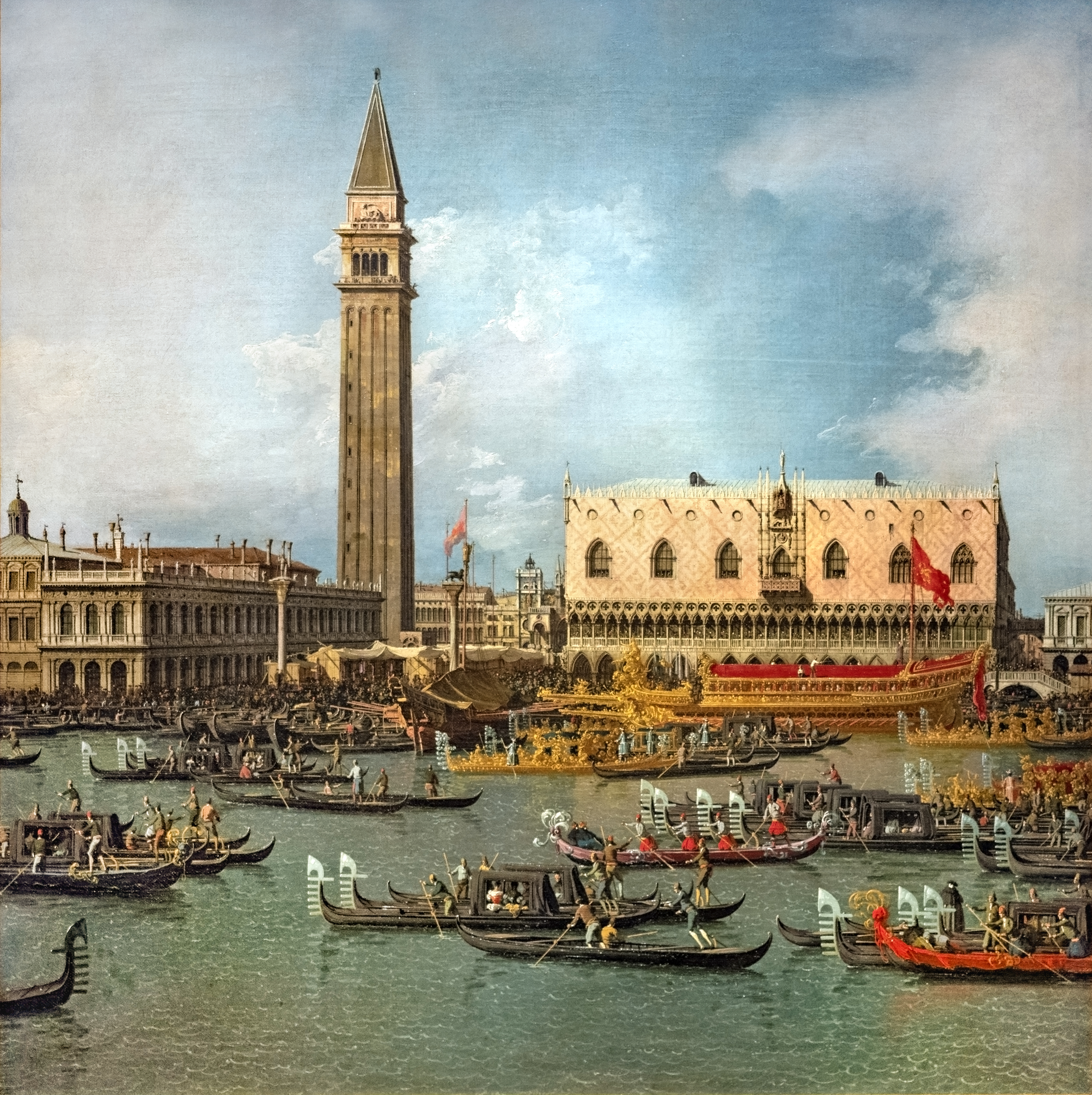
Бучинторо на полотні Каналетто, 1738
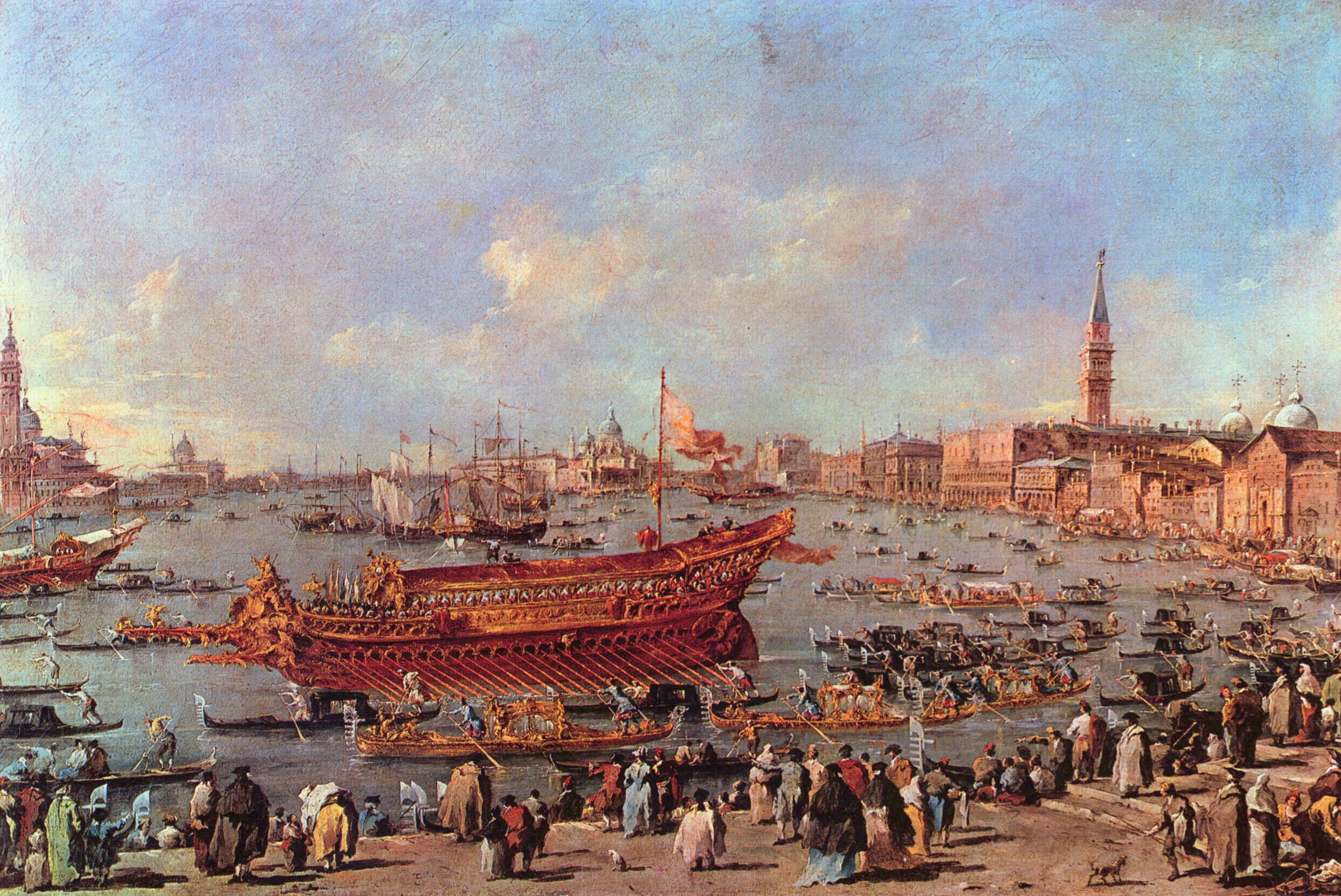
Бучинторо на картині Франческо Гварді
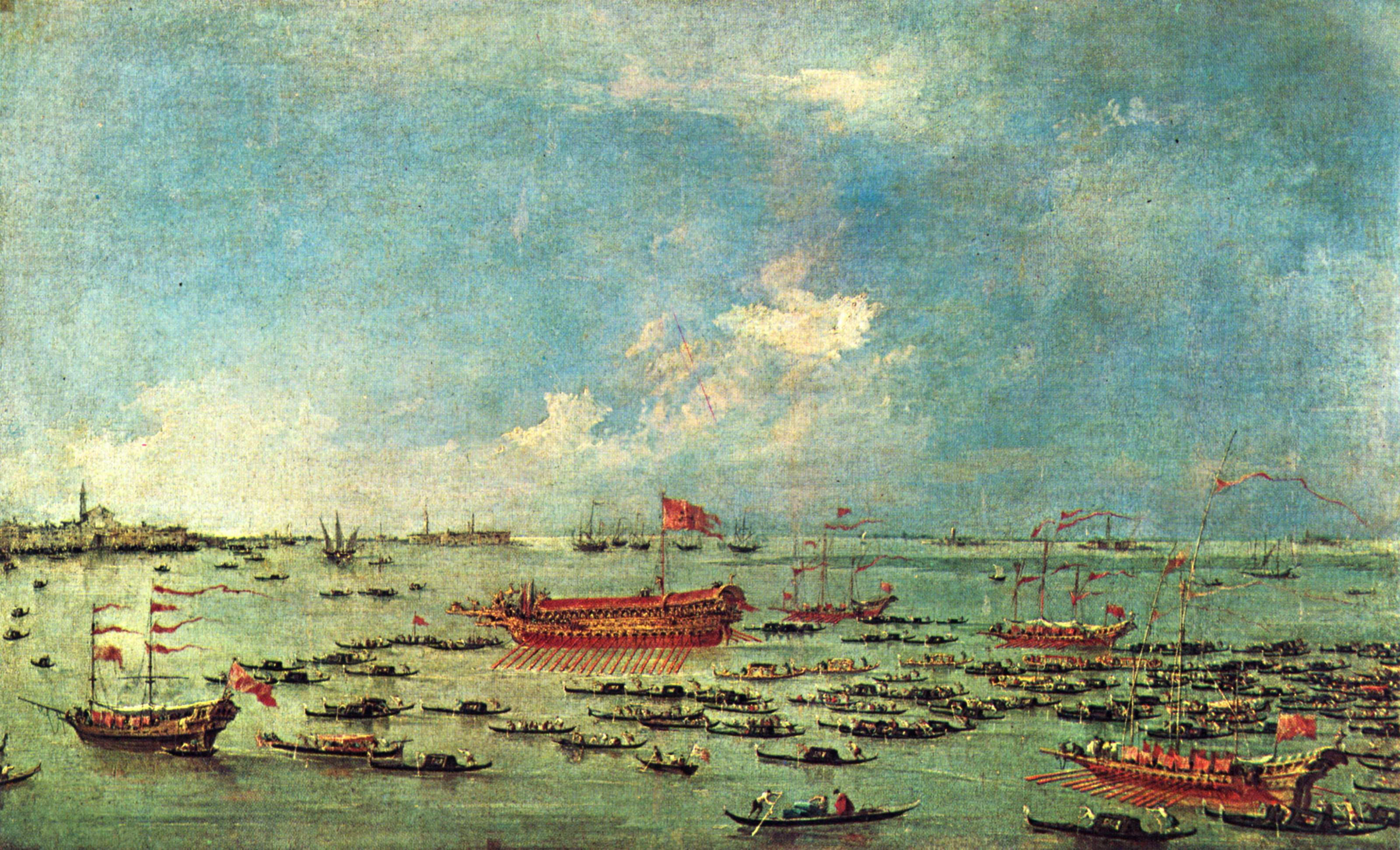
Бучинторо на картині Гварді.
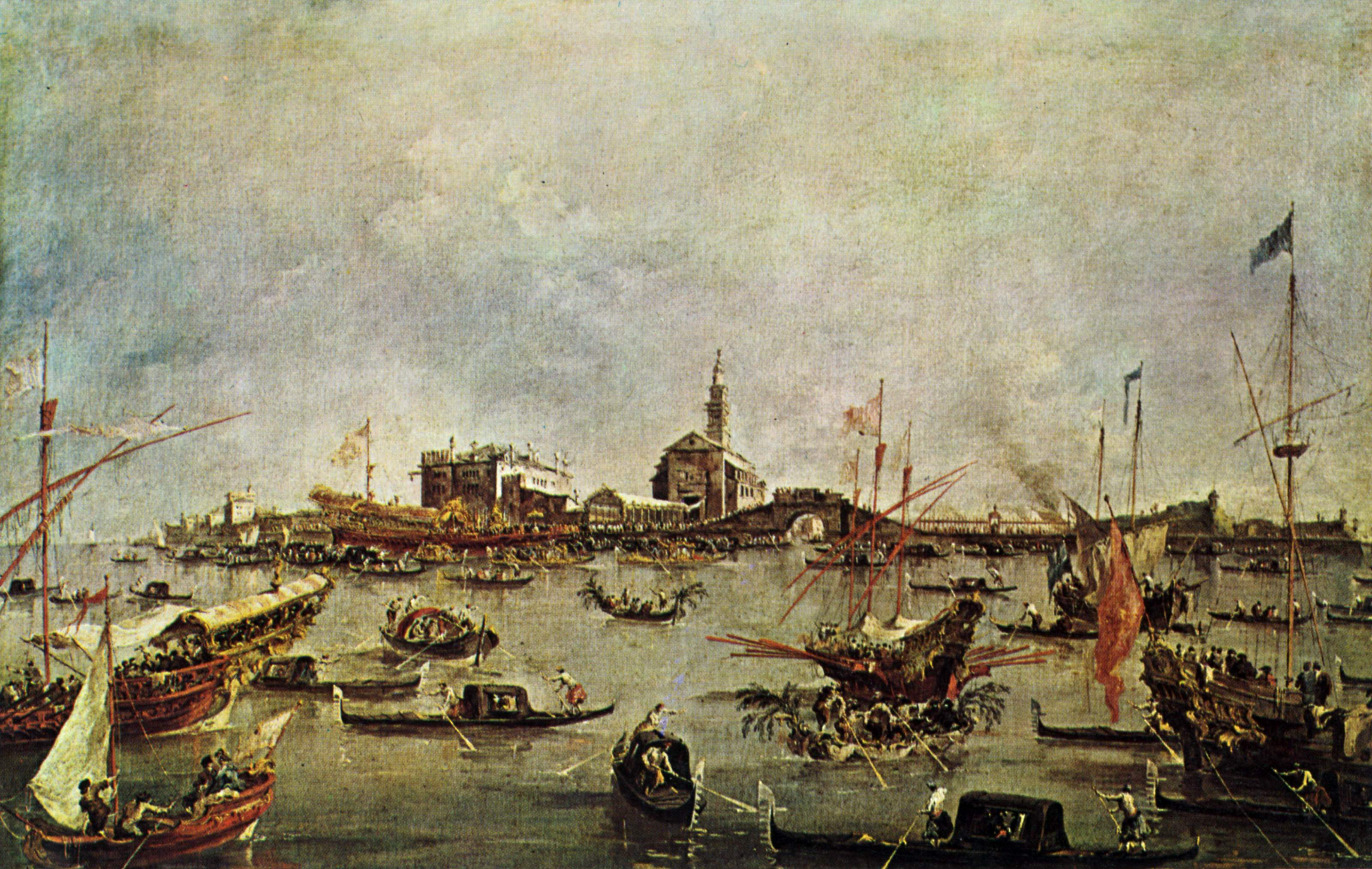
Бучинторо у Сан-Ніколо ді Лідо. Картина Франческо Гварді.